# Blutpalmsonntag
Le Blutpalmsonntag (Dimanche des Rameaux de sang) est le nom donné au pogrom qui s'est déroulé le 25 mars 1934 à Gunzenhausen, une petite ville de l'actuel arrondissement de Weißenburg-Gunzenhausen du district de Moyenne-Franconie en Bavière où la communauté juive, avec ses 184 membres, ne représentait qu'à peine 3,3 % de la population totale. 
C'est le premier pogrom en Allemagne après l'arrivée au pouvoir des nazis. 

## Gunzenhausen: une ville très tôt pronazie
Dès la fin de la Première Guerre mondiale, Gunzenhausen penche vers le national-socialisme, de façon plus tranchée que la moyenne des villes allemandes. Aux élections du Reichstag en 1928, le parti atteint plus de seize pour cent et en 1930, il est à plus de trente-cinq pour cent.  Aux élections du Reichstag en juillet 1932, le NSDAP remporte 66,5 % des voix, pour une moyenne en Allemagne de 37,3 %.  Lors de la dernière élection raisonnablement « libre » du Reichstag le 5 mars 1933, le NSDAP obtient 67,1 % des suffrages exprimés contre une moyenne en Allemagne de 43,9 %.

## Le pogrom
Les émeutes commencent lorsqu'un groupe d'hommes de la SA, dirigé par l'Obersturmfuhrer Kurt Baer entre dans le café juif pour aller chercher un client non juif qu'ils avaient vu là-bas en train de boire du café. Lorsqu'ils y rencontrent le Juif Jakob Rosenfelder, connu pour être antinazi depuis bien avant 1933, ils décident de revenir et de l'arrêter. Lorsqu'ils reviennent un peu plus tard, ils ne trouvent pas Rosenfelder. Ils s'en prennent alors au fils du propriétaire, Julius Strauss. La foule qui s'était alors rassemblée dans la rue crie : « Frappez-le ! Frappez le! ». Le jeune Strauss est brutalement battu jusqu'à ce qu'il tombe inconscient sur le sol. Ses parents, qui se sont précipités à son secours, sont également frappés par Baer et menacés avec un pistolet. 
Après cela, Baer sort dans la rue et prononce un discours violemment antisémite. Il demande aux hommes de la SA rassemblés parmi les spectateurs de venir et d'arrêter d'autres Juifs locaux. Les membres de la famille Strauss sont arrêtés en premier et traînés à la prison de Gunzenhausen, la foule excitée criant : « À bas les Juifs ! ». D'autres personnes se précipitent dans le café et le saccagent.
De là, les émeutiers se dirigent vers la maison de Jakob Rosenfelder. Ils ne trouvent que sa sœur, mais peu de temps après, deux membres de la SA le découvre pendu à une poutre dans un hangar. La foule déchainée pénètrent alors dans d'autres maisons juives où les occupants sont battus et arrêtés.   
A la recherche de l'homme d'affaires Max Rosenau, qu'ils n'ont pas trouvé dans son appartement, les membres de la SA font irruption dans l'appartement de son voisin, le Juif Lehmann. La fille Lehmann est battue, tandis que son père et son frère sont arrêtés. Max Rosenau est ensuite retrouvé mort dans une pièce de l'appartement des Lehmann avec cinq blessures au couteau dans le corps.
Ce jour-là, 35 Juifs sont emprisonnés à Gunzenhausen, dont six femmes. Ils sont forcés de faire de la gymnastique et maltraités par les nazis. Les femmes sont relâchées peu de temps après; les hommes restent en garde à vue jusqu'au soir du lendemain « pour les protéger de la foule en colère ». Ce n'est qu'une fois le pire passé qu'une force de police arrive dans la ville pour mettre fin aux violences. On estime qu'entre 1 000 et 1 500 personnes sont impliquées dans les émeutes (sur une population totale de 5 600).

## Le procès
Préoccupé par la réaction de l'opinion publique mondiale au pogrom de Gunzenhausen, le ministère de l'Intérieur du Reich exige que les autorités de Munich enquêtent sur l'affaire et traduisent les responsables en justice. Dans une lettre du ministre de l'Intérieur datée du 5 avril 1934, il est dit que la version du rapport de police sur le suicide des deux Juifs de Gunzenhausen ne le convainc pas. Mais lors du procès, qui se déroule le 11 juin de la même année à Ansbach, les juges vont confirmer la version du suicide, citant le témoignage de la fille Lehmann, selon laquelle Rosenau a pris un couteau de cuisine quelques minutes avant sa mort et aurait annoncé : Je suis déjà mort, tu n'as plus besoin de me tuer !.
Kurt Baer et 24 autres hommes sont accusés devant le tribunal d'avoir organisé des émeutes contre les Juifs locaux, de les avoir maltraités et d'avoir endommagé leurs biens. L'avocat des accusés cherche à contester le procès en tant que tel, arguant que les juges et le jury ne sont pas tous membres du parti et ne comprennent donc pas les motifs derrière lesquels les accusés ont agi. Le tribunal rejette les arguments de la défense. Kurt Baer est condamné à un an et demi de prison, vingt autres accusés sont condamnés à entre quatre et douze mois de prison. Quelques jours plus tard, leur peine est réduite : Baer écope de dix mois de prison, dix-huit autres prévenus entre trois et sept mois de prison tandis que les autres sont acquittés.

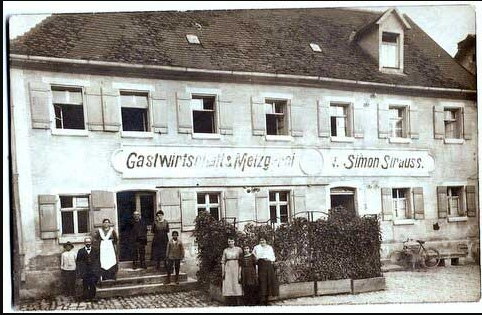
Auberge de la famille Strauss où Simon Strauss est assassiné par Kurt Baer

Entre-temps, de nouvelles émeutes éclatent à Gunzenhausen. Une lettre officielle de la police de Munich indique que le 12 avril, les vitrines de magasins et d'appartements juifs à Gunzenhausen ont été brisées. Les hommes de la SA chantaient avec enthousiasme le Horst-Wessel-Lied, qui appelle expressément au meurtre des Juifs.
Le 15 juillet 1934, Kurt Baer, qui est en liberté alors qu'il aurait dû être en prison, fait irruption dans l'appartement de la famille Strauss. Il attaque Simon Strauss et son fils Julius, qui avaient témoigné contre lui et les autres accusés devant le tribunal. Il tire sur Simon Strauss avec son pistolet et le tue et blesse grièvement Julius Strauss. 
Après ce meurtre, le ministère de l'Intérieur à Berlin ordonne au ministère d'État bavarois, dans une lettre datée du 25 juillet 1934, d'utiliser la force publique pour empêcher les SA de Gunzenhausen de chanter la chanson de Horst Wessel.
Le 11 août 1934 se déroule à Ansbach le procès contre Kurt Baer pour le meurtre de Simon Strauss et contre Joseph Kaiser et Hans Hermann pour avoir aidé et encouragé le meurtre. Baer est condamné à perpétuité, Kaiser à quatre ans de prison et Hermann est acquitté.
Lors de l'audience d'appel du 21 août 1934 contre les personnes impliquées dans les émeutes du 25 mars 1934, Kurt Baer est reconnu coupable d'avoir incité et dirigé les émeutes. Tous les autres accusés sont acquittés. Après seulement quatre ans de prison, Kurt Baer est de nouveau libéré en 1938.

## Dans la presse
Un rapport détaillé sur le pogrom de Gunzenhausen parait dans l'hebdomadaire viennois Die Neue Welt le 5 avril 1934.
Dans son livre narratif non romanesque Heimat. Eine Suche (Ma ville. Une quête), Thomas Medicus, après avoir fait des recherches personnelles sur sa ville de naissance, décrit les événements du Blutpalmsonntag.